# A tulajok
A tulajok (eredeti cím: The Owners) 2020-ben bemutatott brit–amerikai horror-thriller, amely Hermann és Yves H. Une Nuit de Plene Lune című regénye alapján készült. Julius Berg elsőfilmes rendezése, a forgatókönyvírók Berg és Mathieu Gompel. A főszerepben Maisie Williams, Sylvester McCoy, Rita Tushingham, Jake Curran, Ian Kenny és Andrew Ellis látható.
Az Amerikai Egyesült Államokban 2020. szeptember 4-én mutatták be, Magyarországon október 22-én szinkronizálva az ADS Service jóvoltából.

## Cselekmény
Az angol huligán trió – Terry (Andrew Ellis), Nathan (Ian Kenny) és Gaz (Jake Curran) – úgy gondolja, megtalálta a rablás tökéletes helyszínét, egy vidéki kastélyt, készpénzzel teli széffel. Nathan terhes barátnője, Mary (Maisie Williams) vonakodva vállalja a fiúk segítését. Terry gyanútlan édesanyjától, a tulajdonosok otthonának állandós takarítónőjétől megtudják, hogy a házaspár elmegy mulatni az éjszaka, az alagsori széfet pedig felügyelet nélkül hagyják.
Amikor azonban Richard Huggins (Sylvester McCoy) és felesége, Ellen (Rita Tushingham) váratlanul korábban érkeznek haza, elszabadul a pokol. A betörők megkötözik őket és a széf kombinációját követelik. Hamarosan a tolvajok között konfliktus alakul ki, amelynek során Gaz leszúrja Nathant és párja elvesztése miatt Mary halálos csapást mér Gaz fejére. A lány kiszabadítja a megkötözött házaspárt.
Nem sokkal később halálos macska-egér játék veszi kezdetét, mert az életben maradt tolvaj megtapasztalja, hogy az idős pár aligha olyan védtelen, mint azt korábban gondolták.

## Szereplők
| Szerep              | Színész         | Magyar hang     |
| ------------------- | --------------- | --------------- |
| Mary / Jane Vorrel  | Maisie Williams | Pekár Adrienn   |
| Dr. Richard Huggins | Sylvester McCoy | Szersén Gyula   |
| Ellen Huggins       | Rita Tushingham | Halász Aranka   |
| Gaz                 | Jake Curran     | Horváth Illés   |
| Nathan              | Ian Kenny       | Miller Dávid    |
| Terry               | Andrew Ellis    | Markovics Tamás |
| Jean                | Stacha Hicks    | Szőlőskei Tímea |

## A film készítése
2019 februárjában bejelentették, hogy Maisie Williams lett a film főszereplője. 2019 májusában Jake Curran, Ian Kenny, Andrew Ellis, Sylvester McCoy, Rita Tushingham és Stacha Hicks csatlakozott a stábhoz.
A film forgatása 2019 májusában kezdődött. A forgatás egy elszigetelt viktoriánus kúriában zajlott a London közelében lévő Kentben.

## Megjelenés
2020 áprilisában a RLJE Films megszerezte a film terjesztési jogait. 2020. szeptember 4-én jelent meg az Amerikai Egyesült Államokban.